# Lewokluok
Lewokluok is een bestuurslaag in het regentschap Flores Timur van de provincie Oost-Nusa Tenggara, Indonesië. Lewokluok telt 1158 inwoners (volkstelling 2010).